# Wiki-PR
A Wiki-PR é uma empresa de consultoria que anteriormente comercializava a capacidade de editar a Wikipédia "...editando diretamente sua página usando nossa rede de editores e administradores estabelecidos da Wikipedia". A empresa e todos os seus funcionários, contratados ou proprietários, foram proibidos de editar a Wikipédia pela comunidade da Wikipédia.
A empresa recebeu atenção da mídia em 2013 depois que uma investigação sobre sockpuppet relacionada à empresa resultou no bloqueio ou banimento de mais de 250 contas de usuários da Wikipédia. A Fundação Wikimedia mudou seus termos de uso na sequência da investigação, exigindo que qualquer pessoa paga para editar a Wikipédia divulgue abertamente suas afiliações. Apesar da proibição, a empresa continuou a fazer edições não divulgadas em violação dos termos de uso do site.

## Empresa
A Wiki-PR foi criada em 2010 por Darius Fisher, seu atual diretor de operações, e Jordan French, seu atual diretor executivo. Clientes confirmados incluem Priceline e Emad Rahim, e clientes suspeitos incluem Viacom, entre muitos outros. A empresa alegou ter acesso de administrador da Wikipédia permitindo-lhe gerenciar a presença de mais de 12 000 clientes na Wikipédia. Foi relatado que a Wiki-PR usou "marketing agressivo por email" para adquirir novos clientes.

## Investigação e reação da empresa
Uma investigação de contas de sockpuppet na Wikipédia que começou em 2012 envolveu centenas de contas. O envolvimento da Wiki-PR foi confirmado depois que quatro clientes da Wiki-PR falaram anonimamente com o jornalista Simon Owens, do The Daily Dot, e dois outros, Priceline.com e Emad Rahim, falaram com o jornalista da Vice Martin Robbins. Além de violar as regras contra sockpuppeting, a Wiki-PR violou as regras da Wikipedia, citando artigos que foram plantados em fazendas de conteúdo de negócios e vários outros sites que aceitam contribuições de qualquer usuário da Internet como fontes de entradas da Wikipédia, criando uma falsa impressão de credibilidade. Os mesmos sites foram usados repetidamente, e sua presença em vários artigos da Wikipédia ajudou os investigadores a identificar os artigos nos quais a empresa havia trabalhado.
A investigação levou a comunidade da Wikipédia a bloquear centenas de contas pagas de edição, que se acreditava estarem conectadas à Wiki-PR, que editou de forma contrária às regras da Wikipedia.
No The Wall Street Journal, French foi citado como tendo dito que a Wiki-PR é uma empresa de pesquisa e redação, aconselhando clientes sobre "como cumprir as regras da Wikipédia". French disse que seu trabalho remunerado faz parte da "construção" da Wikipédia, complementando o trabalho de voluntários não remunerados. French reconheceu que a Wiki-PR às vezes fez "chamadas ruins" sobre a notabilidade dos artigos. Ele também disse que "nós pagamos centenas de outros editores por seu trabalho - eles são pessoas reais e não sockpuppets." Em vez disso, como foi relatado pelo International Business Times, a Wiki-PR esteve envolvida em "meat puppetry" - uma prática na qual os editores incentivam ilegitimamente outros indivíduos a editar em apoio à sua posição - além de adicionar artigos online para tentar reunir melhor notabilidade potencial para seus clientes.

## A reação da Wikipédia e da Wikimedia
Desde 25 de outubro de  2013, a Wiki-PR, incluindo todos os seus funcionários, contratados e proprietários, foi banida da Wikipedia. Sue Gardner, diretor executivo da Wikimedia Foundation, afirmou que a Fundação está "explorando nossas opções". Em 19 de novembro de 2013, o escritório de advocacia da Wikimedia, Cooley LLP, enviou por e-mail uma carta de cease and desist para a Wiki-PR. French contou ao The Guardian que a Wiki-PR "está trabalhando com a Fundação Wikimedia e seu conselho para resolver isso", e esperava ter mais informações em uma semana. A Fundação Wikimedia reconheceu se comunicar com a Wiki-PR, mas a Fundação rejeitou qualquer implicação de que eles estavam negociando com a Wiki-PR, dizendo que se a Wiki-PR quisesse continuar editando, a Wiki-PR deveria recorrer à comunidade da Wikipédia.
Em junho de 2014, a Wikimedia Foundation atualizou seus termos de uso, proibindo a edição paga não divulgada e exigindo que qualquer editor pago divulgue sua afiliação. A postagem do blog anunciando a mudança afirmava que "a edição paga não divulgada é uma prática que pode ameaçar a confiança dos voluntários e leitores da Wikimedia. Temos sérias preocupações sobre como essa edição afeta a neutralidade e a confiabilidade da Wikipédia." No final de 2014, várias grandes empresas de RP se comprometeram a seguir as diretrizes novas e existentes da Wikipédia.